# Observatório do Código Florestal
O Observatório do Código Florestal (OCF)  é uma rede formada por 43 instituições brasileiras da sociedade civil, com o objetivo de monitorar a implementação da Lei Florestal em todo o país, gerando dados e massa crítica que colaborem para potencializar os aspectos positivos e mitigar os aspectos negativos do Novo Código Florestal Brasileiro (Lei Federal nº 12.651, de 25 de maio de 2012).
A rede foi criada em maio de 2013  por 7 organizações da sociedade civil: Conservação Internacional (CI), Instituto de Pesquisas Ambientais da Amazônia (IPAM), Instituto Socioambiental (ISA), Fundação SOS Mata Atlântica, The Nature Conservancy (TNC) e WWF-Brasil, lançando sua Declaração de Princípios. A primeira reunião do Observatório do Código Florestal aconteceu em outubro de 2013, em Salvador, na Bahia.
O Observatório acompanha o desempenho dos Programas de Regularização Ambiental (PRAs) e de seu principal instrumento, o Cadastro Ambiental Rural; avalia continuamente o desempenho dos governos estaduais na implantação da nova Lei Florestal; promove discussões e divulga os dados, subsidiando o trabalho das organizações integrantes, dos parceiros e colaboradores.
Com transparência é possível promover continuamente o aumento no desempenho dos governos, produtores, traders e consumidores, assim, além de gerar dados, informações e análises, o Observatório promove a transparência e aumenta o potencial de debates informativos sobre a nova Lei Florestal junto à sociedade, reunindo e divulgando informações sobre a regularização ambiental das propriedades rurais no Brasil.
Os princípios norteadores do trabalho do Observatório são :
- Todas as informações coletadas serão amplamente disponibilizadas ao público em geral;
- Total liberdade de posicionamento e atuação das instituições participantes;
- É um espaço de coleta, sistematização e disponibilização da informação;
- O Observatório do Código Florestal defende e fiscaliza a implementação integral e adequada do Cadastro Ambiental Rural, do Programa de Regularização Ambiental e dos incentivos técnicos e econômicos, entre outros aspectos que contribuam para o cumprimento da legislação florestal;
- O Observatório do Código Florestal busca promover a produção agrícola e silvicultural sustentável, a recuperação de ambientes naturais, a proteção dos biomas, da biodiversidade, dos valores culturais e a segurança geológica e hídrica.

Durante o evento Viva a Mata 2014, na Escola de Astrofísica do Parque Ibirapuera, em São Paulo, o Observatório do Código Florestal promoveu, com representantes do governo, do setor privado e de entidades ambientais, o primeiro balanço dos dois anos do novo Código Florestal. A partir de análises e estudos colhidos em diversas partes do país, ficou evidente a carência de avanços na implantação do Cadastro Ambiental Rural (CAR). Naquela época, já se pontuava que o cadastramento raramente possuía recursos humanos ou infraestrutura própria, por estar fora da agenda de políticas públicas priorizadas pelos governos estaduais.
Em outubro de 2014, o Observatório do Código Florestal realizou o seminário “Instrumentos Econômicos de Apoio à Implementação do Novo Código Florestal” , em Brasília, com o objetivo de iniciar um debate sistematizado da sociedade civil com o governo em prol do desenvolvimento e implementação destes instrumentos. No mesmo ano o Observatório lançou seu Relatório de Atividades, detalhando as ações desenvolvidas nos primeiros anos de sua criação.
Em 2015 o Observatório lançou a cartilha Sugestões de Aperfeiçoamento do SiCAR para implementação do Código Florestal, apontando possíveis melhorias para o sistema federal, que administra o Cadastro Ambiental Rural. O CAR já estava sendo implantado previamente em alguns estados e desde 2009 havia tentativas de torná-lo obrigatório para todo o país. Porém, foi o Novo Código Florestal em 2012 que fortaleceu esse instrumento como obrigação legal. No documento, o OCF avalia que o sistema deve ser elaborado e implementado para assegurar transparência de informações, coordenação entre as esferas de governo, prevenção de fraudes e prestação de contas (accountability).
No marco dos três anos do Código Florestal, o Observatório realizou em 2015 uma apresentação sobre o Inovacar e a situação do Cadastro Ambiental no país, reunindo instituições públicas, privadas e da sociedade civil para discutir sobre o estágio de implementação da Lei Florestal no Brasil.
Em 2016, lança a publicação Avaliação do Código Florestal, 2012-2016, realizando uma análise do grau de implementação do Código Florestal, desde sua aprovação em 2012. Apresenta uma amostra do trabalho do OCF, que fiscaliza a aplicação dessa lei, faz cobranças ao Estado e a entes privados, mas também apoia e aplaude ações que contribuam para que a sociedade se aproprie do código e coloque-o em prática. 
O Observatório, por meio de seus membros, disponibiliza quatro cartilhas que conjuntamente promovem a implantação do Código Florestal:
- Guia para a aplicação da nova lei florestal em imóveis rurais. [14]
- Guia para a elaboração dos Programas de Regularização Ambiental dos Estados, documento para auxiliar os governos a desenvolver seus PRAs. [15]
- Cartilha Sugestões de Aperfeiçoamento do SiCAR para implementação do Código Florestal[10], apontando possíveis melhorias para o sistema federal que administra o Cadastro Ambiental Rural.
- Cumprimento do Código Florestal por Compradores de Commodities: Análise para informação do Observatório do Código Florestal. [16],  documento também disponível em inglês e chinês, que tem por objetivo apoiar as equipes de compra de commodities agropecuárias e florestais brasileiras no processo de verificação do cumprimento do Código Florestal por fornecedores. Na publicação são apresentadas as ferramentas disponíveis e em desenvolvimento para a cobrança e implementação do Código Florestal junto às cadeias de fornecedores.
- Cartilha Caminhos Sustentáveis da Pecuária[17], elaborada pela Instituto Amigos da Terra – Amazônia Brasileira, apresentando boas práticas ambientais para o produtor rural.

A rede do Observatório é dividida em três grupos, são eles os membros fundadores, o comitê executivo, os membros e os observadores. O Comitê Executivo é a instância de decisão executiva do Observatório. Ele é responsável pelo direcionamento político a ser adotado, quando há necessidade de um posicionamento único, além das sete instituições fundadoras, compõem também o Comitê Executivo, outras duas instituições. Os membros são as instituições, pessoas jurídicas sem fins lucrativos, que tenham um trabalho concreto de monitoramento da implantação da Lei de Proteção da Vegetação Nativa e/ou que contribuam com informações e reflexões. Os Observadores são pessoas físicas e instituições privadas, com fins lucrativos, que desempenham atividades relacionadas à proteção florestal e que tem interesse em contribuir com os trabalhos do Observatório do Código Florestal.
A direção do Observatório do Código Florestal teve em 2013 como seu principal mobilizador André Lima (IPAM), que contava com o apoio de Raul Telles (ISA), até que em junho de 2014 a fevereiro de 2016, a gestão passou a coordenada por Andrea Azevedo (IPAM) . Com o início da execução do Projeto Ipam – Improved transparency, governance and legality to Forest Code - edital: NORAD’s Climate and Forest Funding for Civil Society 2016-2020), financiado pela Norwegian Agency for Development Cooperation (NORAD), foi criada a Secretaria Executiva do Observatório, que ficou sob responsabilidade de Bruno Taitson (Conservação Internacional) de maio de 2016 a maio de 2017. Desde julho de 2017, Roberta del Giudice é a Secretária Executiva do Observatório do Código Florestal, representando toda a rede e sem vínculo específico com as instituições.    
O OCF está aberto para adesões de outras organizações da sociedade, desde que cumpram com os seguintes compromissos:
- Estabelecer e participar de uma agenda mínima consensual aos participantes da rede;
- Apresentar e discutir prioridades, conforme o cenário político, jurídico, ambiental, econômico e social vigente;
- Definir o planejamento estratégico do Observatório e promover a sua implantação;
- Estabelecer estratégia de sustentabilidade do Observatório, incluindo captação de recursos financeiros;
- Estabelecer estratégia de comunicação entre os observadores e a sociedade, ativar e articular sua implantação;
- Reunir-se em caráter ordinário uma vez ao ano e eventualmente conforme a demanda de atuação e convocação, mediante indicação da maioria dos membros;
- Manter atualizadas e disponíveis as informações sobre ponto focal, responsável por transmitir as informações em suas instituições e capaz de tomar decisões no Observatório.

Os membros da rede são: Amigos da Terra - Amazônia Brasileira, Associação Caatinga, ANGÁ - Associação para a Gestão Socioambiental do Triângulo Mineiro, Centro de Pesquisa Ambientais do Nordeste, CI - Conservação Internacional Brasil, CSF – Conservação Estratégica, Grupo Ambientalista da Bahia, Instituto Bolsa de Valores Ambientais do Rio de Janeiro, Sociedade de Pesquisa em Vida Selvagem e Educação Ambiental, TNC Brasil - The Nature Conservancy e WWF Brasil.
1. ↑  Quem somos, Observatório do Código Florestal.
2. ↑  Lei Federal nº 12.651, de 25 de maio de 2012, Novo Código Florestal, BRASIL Presidência da República.
3. ↑  Criação do Observatório, Observatório do Código Florestal, 14/06/2013.
4. ↑  Declaração de Princípios,Observatório do Código Florestal.
5. ↑  1º Encontro do Observatório, Observatório do Código Florestal, 20/10/2013.
6. ↑  Quem somos,Observatório do Código Florestal.
7. ↑  Carta da Mata Atlântica, Fundação SOS Mata Atlântica, 2014.
8. ↑  Instrumentos Econômicos de Apoio à Implementação do Novo Código Florestal,Observatório do Código Florestal, 2014.
9. ↑  Relatório de Atividades OCF 2014, Observatório do Código Florestal, 2014.
10. 1 2  Sugestões de Aperfeiçoamento do SiCAR para implementação do Código Florestal, Observatório do Código Florestal, 2015.
11. ↑  Cadastro Ambiental Rural passará a ser obrigatório em todo o país, The Nature Conservancy 20/12/2013.
12. ↑  Três anos de Código Florestal – Avanços e Desafios, Observatório do Código Florestal 21/05/2015.
13. ↑  Avaliação do Código Florestal 2012-2016,Observatório do Código Florestal, 2016.
14. ↑  [ http://www.observatorioflorestal.org.br/content/uploads/2018/03/guia_codigo_florestal_2a_edicao.pdf Cartilha Caminhos Sustentáveis da Pecuária], Imaflora e IPEF, 2014.
15. ↑  [ http://www.observatorioflorestal.org.br/content/uploads/2018/03/guia_ocf_-_versao_online1.pdf Guia para a elaboração dos Programas de Regularização Ambiental dos Estados],Observatório do Código Florestal, 2016.
16. ↑  Cumprimento do Código Florestal por Compradores de Commodities: Análise para informação do Observatório do Código Florestal, Observatório do Código Florestal, 2016.
17. ↑  Cartilha Caminhos Sustentáveis da Pecuária, Amigos da Terra – Amazônia Brasileira, 2018.
18. ↑  Membros, Observatório do Código Florestal.
19. ↑  Falta de transparência na implementação da lei florestal preocupa ambientalistas,Câmara Notícias 22/05/2014.
20. ↑  Meio Ambiente discute os dois anos de vigência do novo Código Florestal,Câmara Notícias 22/05/2014.
21. ↑  Dois anos do Código Florestal: setores ambiental e produtivo apontam desafios,Rádio Câmara 22/05/2014.
22. ↑  Ambientalistas: apesar de atrasos, Cadastro Rural é avanço do Código Florestal,Câmara Notícias, 30/06/2016.
23. ↑  210 milhões de oportunidades,Época Amazônia, 02/06/2015.
24. ↑  Brasil precisa cadastrar 146,6 milhões de hectares de área rural até maio,Agência Brasil, 29/12/2015.
25. ↑  SRB apresenta proposta de regulamentação de Cotas de Reserva Ambiental,Pork World, 15/12/2016.
26. ↑  27/10/2016- Ministro Sarney Filho se reuniu com membros do Observatório do Código Florestal.,Flicker do Ministério do Meio Ambiente, 27/10/2016.
27. ↑  Lançamento do Portal do Código Florestal – Entrevista com Roberta del Giudice,Revista Amazônia, 09/10/2017.
28. ↑  Workshop discute os 6 anos do Código Florestal com a imprensa,Amazônia Notícia, 17/06/2018.
29. ↑  Membros,Observatório do Código Florestal.